# Maniola intermedia
Maniola intermedia är en fjärilsart som beskrevs av Blackie 1920. Maniola intermedia ingår i släktet Maniola och familjen praktfjärilar. Inga underarter finns listade i Catalogue of Life.